# 帕特里克·黑尔默斯
帕特里克·黑尔默斯（德語：Patrick Helmes，1984年3月1日—）生於西德科隆，是一名德國足球運動員，司職前鋒，效力德甲球隊科隆。在此之前則效力利華古遜及禾夫斯堡，並出任科隆隊長。
黑尔默斯的綽號叫「Moppel」，是德語巴哥犬的小後綴，通常用來形容圓胖的小孩。他的父親乌维·黑尔默斯（Uwe Helmes）是一名前足球員及教練，現時在利華古遜擔任球探工作。

## 生平

### 青年隊
黑尔默斯青少年時期活躍於弗罗伊登贝克（Freudenberg）及锡根（Siegen）本地的球隊，年僅13歲的黑尔默斯於1997年首次加盟科隆，但由於演出不穩定而在2000年被放棄。黑尔默斯返回青年時期曾經效力的锡根（Sportfreunde Siegen），2004/05年球季在當時仍是第三級的地區聯賽（南部賽區）中為锡根射入21球，成為聯賽首席射手，更協助球隊升級到德乙。

### 科隆
黑尔默斯以20萬歐元身價再次加盟科隆，於2005年首次亮相德甲，更在第二場上陣對利華古遜時取得首個入球，但季末科隆位列第17位而降級。在德乙的黑尔默斯開始成為科隆陣中的重要棋子，在開季頭5輪比賽便射入7球，將科隆帶到榜首位置，但在射入第七球時卻導致斷腳，黑尔默斯因傷缺陣長達4個月，休養期間球隊表現下滑，最終只獲第9位而失去重返德甲的機會。
黑尔默斯沒有隱藏其轉會意願，在2006/07年球季結束合約屆滿後轉投利華古遜，但科隆不惜動用合約附加條款將合約自動延長一年，科隆主教練克里斯托夫·道姆（Christoph Daum）更在2007年夏季委任黑尔默斯為球隊隊長。歇冬後的下半季黑尔默斯表現出色，協助球隊取得季軍及升級席位，更獲踢球者體育雜誌（Kicker）選為德乙最佳前鋒，壓倒奥利弗·诺伊维尔（Oliver Neuville）、奇内杜·奥巴西（Chinedu Obasi）及登巴·巴（Demba Ba）。

### 利華古遜
在科隆動用附加條款後，同時令到利華古遜與黑尔默斯簽署的季前合約失效，利華古遜與科隆展開多次談判，不惜支付轉會費希望提早獲得黑尔默斯加盟，惟不得要領，仍需多等一年才敲定黑尔默斯成功轉投。
雖然在6月受傷而需要停戰3週，黑尔默斯加盟利華古遜後有良好的開始，與斯特凡·基斯林（Stefan Kießling）組成攻擊拍檔，黑尔默斯在2008/09年球季頭5輪比賽射入6球，包括對漢諾威96的帽子戲法，在加盟後僅數月，黑尔默斯獲延長一年合約直到2013年。

### 禾夫斯堡
2011年1月，黑尔默斯加盟禾夫斯堡。2011/12年球季季初希美斯仍然是領隊菲利斯·馬加夫麾下正選戰將，並於揭幕戰對舊東家科隆射入兩球，但自此以後備受冷待，於夏季轉會窗結束前與英超球會扯上關係，惟沒有成事。更於1-4負於被馬加夫認為跑動不夠積極，處予罰款1萬歐元。再於1-5大敗於後被流放二隊，11月18日首戰主場2-2賽和聖保利二隊，希美斯先拔頭籌，但卻於完場補時因剷人被罰紅牌驅逐離場。

### 國家隊
2005至2006年間黑尔默斯代表德國青年隊，曾參賽2006年在荷蘭舉行的歐洲U-21足球錦標賽決賽週，但在分組初賽出局。
其後獲得國家隊主教練约阿希姆·勒夫（Joachim Löw）賞識入選大國腳。2007年3月28日友賽丹麥於78分鐘後補入替扬·施劳德拉夫（Jan Schlaudraff）作處子登場。其後在對聖馬力諾及威爾斯再獲兩次後補上陣機會。2007年9月12日在科隆主場萊茵能源球場（RheinEnergieStadion）友賽羅馬尼亞，黑尔默斯首次正選代表國家隊上陣，伙拍同是出身科隆的卢卡斯·波多尔斯基（Lukas Podolski）。
2008年5月28日歐國盃熱身賽對白俄羅斯，黑尔默斯在下半場早段時間入替米罗斯拉夫·克洛泽（Miroslav Klose）。黑尔默斯獲勒夫選入2008年歐國盃德國26人初步名單中，但最終落選讓位給老將奥利弗·诺伊维尔。

## 外部連結
- http://www.fussballdaten.de/spieler/helmespatrick/ （页面存档备份，存于）
- http://www.kicker.de/news/fussball/bundesliga/vereine/spielersteckbrief/object/30103/saison/2008-09 （页面存档备份，存于）
- （德文） Profile at Transfermarkt.de
- http://www.weltfussball.de/spieler_profil/patrick-helmes/ （页面存档备份，存于）